# Xiaochang (Xiaogan)
Xiaochang (chiń. upr. 孝昌县; chiń. trad. 孝昌縣; pinyin Xiàochāng Xiàn) – powiat we wschodniej części prefektury miejskiej Xiaogan w prowincji Hubei w Chińskiej Republice Ludowej. Liczba mieszkańców powiatu w 2010 roku wynosiła 588666.